# Aart Mekking
Prof.dr. Aart J.J. Mekking (Heerlen, 28 februari 1944) is een Nederlandse architectuurhistoricus en emeritus hoogleraar Geschiedenis van de Bouwkunst en voormalig hoofd van de afdeling Architectuurgeschiedenis van het Kunsthistorisch Instituut van de Universiteit Leiden.

## Studie en promotie
Na een studie Kunstgeschiedenis (specialisaties: architectuur van de 19de eeuw, iconografie van de Middeleeuwen, kunst van Zuid- en Zuid-Oost-Azië) aan de Universiteit Utrecht (1966-1973) werd hij aldaar docent middeleeuwse bouwkunst bij de afdeling Middeleeuwen. In 1986 promoveerde hij aan de Vrije Universiteit Amsterdam met een proefschrift over de geschiedenis en symboliek van de Sint-Servaasbasiliek (Maastricht). 

## Loopbaan en nevenfuncties
In 1990 werd Mekking benoemd tot hoogleraar in de geschiedenis van de bouwkunst aan de Universiteit Leiden. In die hoedanigheid was hij van 1990-2005 hoofd van de afdeling Architectuurgeschiedenis. Onder zijn leiding kregen de niet-westerse kunst en architectuur en de vergelijkende kunstgeschiedenis nadrukkelijk een plaats in onderwijs en onderzoek van de studie Kunstgeschiedenis. Zo startte hij in 2002 een International Master Comparative World Architecture, in samenwerking met de TU Eindhoven.
Mekking vervulde diverse bestuurs-, advies- en redactiefuncties. Hij was voorzitter van de Stichting Clavis Publicaties Middeleeuwse Kunst (1983-2020), die hij samen met een groep mediëvisten had opgericht. De stichting bracht enkele tientallen wetenschappelijke publicaties uit op het gebied van middeleeuwse  architectuur en kunst. Van 1991-1998 was hij redactielid van het Bulletin van de Koninklijke Nederlandse Oudheidkundige Bond. Van 1991 tot 1995 was hij lid van de Rijkscommissie voor de monumenten. 

## Onderzoek[1]
In zijn onderzoek richt Mekking zich nadrukkelijk op de betekenisanalyse van architectuurconcepten en -vormen. Aanvankelijk vormde zijn onderzoeksgebied de architectuur van de 11de tot 14de eeuw in het noordwesten van het Heilige Roomse Rijk, in het bijzonder het aartsbisdom Keulen met onder meer publicaties over kerken in Maastricht, Deventer en Utrecht. In zijn theorievorming bouwde hij voort op het gedachtegoed van kunsthistorici als Günter Bandmann en Richard Krautheimer. Hij paste daarbij de theorieën van Frank Ankersmit over representatie toe op de historische bouwkunst. Tussen 1995 en 2005 gaf hij leiding aan de internationale onderzoeksgroep Kunst & Regio van de Onderzoeksschool Mediëvistiek.
In vervolg daarop werkt Mekking met een aantal onderzoekers uit verschillende, ook niet-westerse studierichtingen(incl. kunstgeschiedenis, bouwkunde en antropologie), aan de ontwikkeling van een (nieuwe) methodische grondslag voor vergelijkende kunst- en architectuurgeschiedenis. Sinds 2002 doet hij dat binnen de onderzoeksgroep Comparative World Architecture Studies (COMWAS). In dit verband ontwikkelt hij zijn theorie van representatie in architectuur in een meer vergelijkende richting. De basisgedachte is dat stijlevolutie geen solide basis biedt voor de beschouwing van (wereld)architectuur, aangezien het daarbij nog steeds fundamenteel gaat om de negentiende-eeuwse frames van streek, volk, en beschaving. Daarom analyseert Mekking architectuurobjecten niet binnen een inegalitaire schaal van typologische ontwikkeling, maar binnen een egalitair schema van mondiaal waarneembare en cyclisch terugkerende thema’s. Momenteel werkt hij  de gedachte uit dat, onderliggend aan de alomtegenwoordigheid van deze thema’s, het menselijk lichaam universeel als uitgangspunt dient voor al het bouwen.  
Onder supervisie van Mekking zijn vanaf 1990 een groot aantal promoties afgerond. Het betreft zowel promotieprojecten op het gebied van de Westerse en Niet-Westerse als de vergelijkende architectuurgeschiedenis.

## Lijst van publicaties (selectie)
- 1974: 'De Munsterabdij te Roermond en haar zogenaamde refectorium tot omstreeks 1500', in: De Maasgouw, jrg. 93, pp. 97-114.
- 1975: 'Petrus Regout, een ondernemer als bouwheer', in: wonen-TA/BK, tijdschrift voor huisvesting en omgeving, nr. 1, pp. 8-28 (themanummer 'Petrus Regout').
- 1982: 'Bijdragen tot de bouwgeschiedenis van de Sint-Servaaskerk te Maastricht. Deel III: de Westpartij', in: Publications de la Société Historique et Archéologique dans le Limbourg, Limburgs Geschied- en Oudheidkundig Genootschap, Maastricht.
- 1983: 'Bijdragen tot de bouwgeschiedenis van de Sint-Servaaskerk te Maastricht. Deel III: de Westpartij (slot)', in: Publications de la Société Historique et Archéologique dans le Limbourg. Limburgs Geschied- en Oudheidkundig Genootschap, Maastricht.
- 1986: De Sint-Servaaskerk te Maastricht: bijdragen tot de kennis van de symboliek en de geschiedenis van de bouwdelen en de bouwsculptuur tot ca. 1200 (proefschrift). Clavis kunsthistorische monografieën nr. II, De Walburg Pers, Zutphen.
- 1987: De Abdijkerk te Thorn [met John van Cauteren]. Clavis kleine kunsthistorische monografieën nr. 12, De Walburg Pers, Zutphen..
- 1988: 'Een kruis van kerken rond Koenraad's hart', in: Utrecht kruispunt van de middeleeuwse kerk. Utrecht.
- 1989: 'Het kerkenkruis voor de rechter', in: Maandblad Oud-Utrecht, jaargang 62.
- 1991: 'De Grote Zaal van Floris V te Den Haag. Een onderzoek naar de betekenis van het concept', in: Holland in wording. De ontstaansgeschiedenis van het graafschap Holland tot het begin van de vijftiende eeuw, Hilversum, pp. 65-90.
- 1991: 'De zogenoemde Bernold-kerken in het Sticht Utrecht: herkomst en betekenis van hun architectuur', in: R.E.V. Stuip en C. Vellekoop (red.), Utrecht tussen kerk en Staat (Utrechtse Bijdragen tot de mediëvistiek 10), Hilversum, pp. 103-151.
- 1992: De Grote of Lebuinuskerk te Deventer: de 'Dom' van het Oversticht veelzijdig bekeken. Clavis kleine kunsthistorische monografieën nr. 11, De Walburg Pers, Zutphen.
- 1992: Het spel met toren en kapel: bouwen pro en contra Bourgondië van Groningen tot Maastricht, Clavis kleine kunsthistorische monografieën nr. 12, De Walburg Pers, Zutphen.
- 1993: ‘Torenhoge misverstanden? Een reactie op K. van der Ploeg ‘Wat kan architectuur in de Middeleeuwen betekenen? Naar aanleiding van A.J.J. Mekking, “Het spel met toren en Kapel. Bouwen pro en contra Bourgondië van Groningen tot Maastricht”, Zutphen, 1992’, in: Bulletin van de Koninklijke Oudheidkundige Bond, pp. 147-156.
- 1994: 'Die ottonische Tradition in der Architektur des ehemaligen Herzogtums Lothringen im 11. Jahrhundert', in: Jean Schroeder (ed.), Productions et échanges artistiques en Lotharingie médiévale, Luxembourg, pp. 63.
- 1994: 'Het laatste woord?', in: Elizabeth den Hartog, Bouwen en duiden, Alphen aan den Rijn, pp. 219-252.
- 1996: De Sint-Nicolaaskapel op het Valkhof te Nijmegen: patrocinia, functie, voorbeeld en betekenis, Nijmegen.
- 1997: De Dom van bisschop Adalbold II te Utrecht: de architectuur en de rol van een elfde-eeuwse bouwheer, Clavis kleine kunsthistorische monografieën nr. 15, De Walburg Pers, Zutphen.
- 2005: 'Vorraum göttlichen Wissens. Der Westbau der Löwener Peterskirche als Repräsentation allgemeiner und kontextbedingter Wirklichkeiten', in: Uta Maria Bräuer, Emanuel S. Klinkenberg & Jeroen Westerman (ed.), Kunst & Region, Utrecht, Clavis kunsthistorische monografieen nr. 20, pp. 130-143.
- 2006: Bouwen in Nederland. Een typologisch overzicht [met K. Bosma, K.A. Ottenheym, A. van der Woud], Zwolle-Amsterdam.
- 2009/2011: The global built environment as a representation of realities : why and how architecture should be subject of worldwide comparison [met Eric Roose (ed.)], Amsterdam (eerste editie Leiden 2009).

- Bibliothèque nationale de France: cb13548289b (data)
- Digitale Bibliotheek voor de Nederlandse Letteren: mekk003
- Gemeinsame Normdatei: 137058853
- International Standard Name Identifier: 0000 0000 5514 6016
- Library of Congress Control Number: n85256134
- Nationale Bibliotheek van Israël: 987007322204705171
- Nederlandse Thesaurus van Auteursnamen: 071992073
- Système universitaire de documentation: 152717714
- Virtual International Authority File: 56773803